# Dissolució saturada
S'anomena dissolució saturada a la dissolució que està en equilibri amb un excés de solut. La concentració d'una dissolució saturada respecte al solut expressa la seva solubilitat d'aquest en aquell dissolvent i per a una determinada temperatura. Una dissolució saturada no admet cap augment de solut.